# 15번가역 (SEPTA)
15번가역은 펜실베이니아주 필라델피아에 소재한 도시 철도인 SEPTA 마켓 프랭크포드 선과 SEPTA 서브웨이-서페이스 트롤리 선의 환승역이다.
지하 도로를 통해 15번가 역에 연결된 시청역의 브로드 스트리트 선(Broad Street Line)을 포함한 전 도시철도 노선간의 직접 환승이 가능하다. 이 역은 센터 시티에 위치하며, 마켓 프랭크포드 선의 시종착역인 69번가 터미널 방향의 다음 역인 30번가 역은 스쿨길 강 서쪽 기슭에 위치한다.
15번가 역은 SEPTA 리저널 레일의 서버번 역, 브로드 스트리트 선의 윌넛-로커스트 역, PATCO 스피드라인의 12-13 & 로커스트 역, 15-16 & 로커스트 역간에 연결된 지하 보행로로 연결되고, 이 외에 마켓 프랭크포드 선의 13번가 역, 11번가 역, 8번가 역도 있으나, 이러한 역 중 어느 쪽도 무료 환승을 사용할 수 없다.
역 까지의 표지는 센터 시티의 중심부에 있다. 시청은 역 건너편에 자리잡고 있으며 러브 파크 (Love Park), 펜 센터 (Penn Center) 구역 및 컴캐스트 센터 (Comcast Centre)와 같은 명소와 가까운 도보 거리에 있다.
서브웨이-서페이스 정류장은 이 단지 내에 있는 두 개의 개별 역에 있다. 내향 정류장은 15번가에서, 외향 정류장은 딜워스 광장(Dilworth Plaza) 건너편의 마켓-프랭크포드 선 승강장을 이용해야 한다.

## 역 구조
| G         | 거리                                | 출입구                                                                             |
| B1        | 중2층                               | 출입구, 요금 관리, 브로드 스트리트 선 지하 통로                                    |
| B2 승강장 | 상대식 승강장, 오른쪽 출입문이 열림 | 상대식 승강장, 오른쪽 출입문이 열림                                                |
| B2 승강장 | 서행                                | ← 마켓 프랭크포드 선 69번가 방면 (30번가)                                          |
| B2 승강장 | 동행                                | → 마켓 프랭크포드 선 프랭크포드 방면 (13번가) →                                    |
| B2 승강장 | 상대식 승강장, 오른쪽 출입문이 열림 |                                                                                    |
| B3 승강장 | 상대식 승강장, 오른쪽 출입문이 열림 | 상대식 승강장, 오른쪽 출입문이 열림                                                |
| B3 승강장 | 서행                                | ← 서브웨이-서페이스 선 63번가 & 맬버른 로, 다비, 앙고라, or 이스트윅 루프 (22번가) |
| B3 승강장 | 동행                                | → 서브웨이-서페이스 선 13번가 (시·종착역) 방면 →                                   |
| B3 승강장 | 상대식 승강장, 오른쪽 출입문이 열림 |                                                                                    |

## 버스 연결
- SEPTA 시티 버스: 4, 16, 17, 27, 31, 32, 33, 38, 44 48, 121